# St. Stephanus (Lübeck)

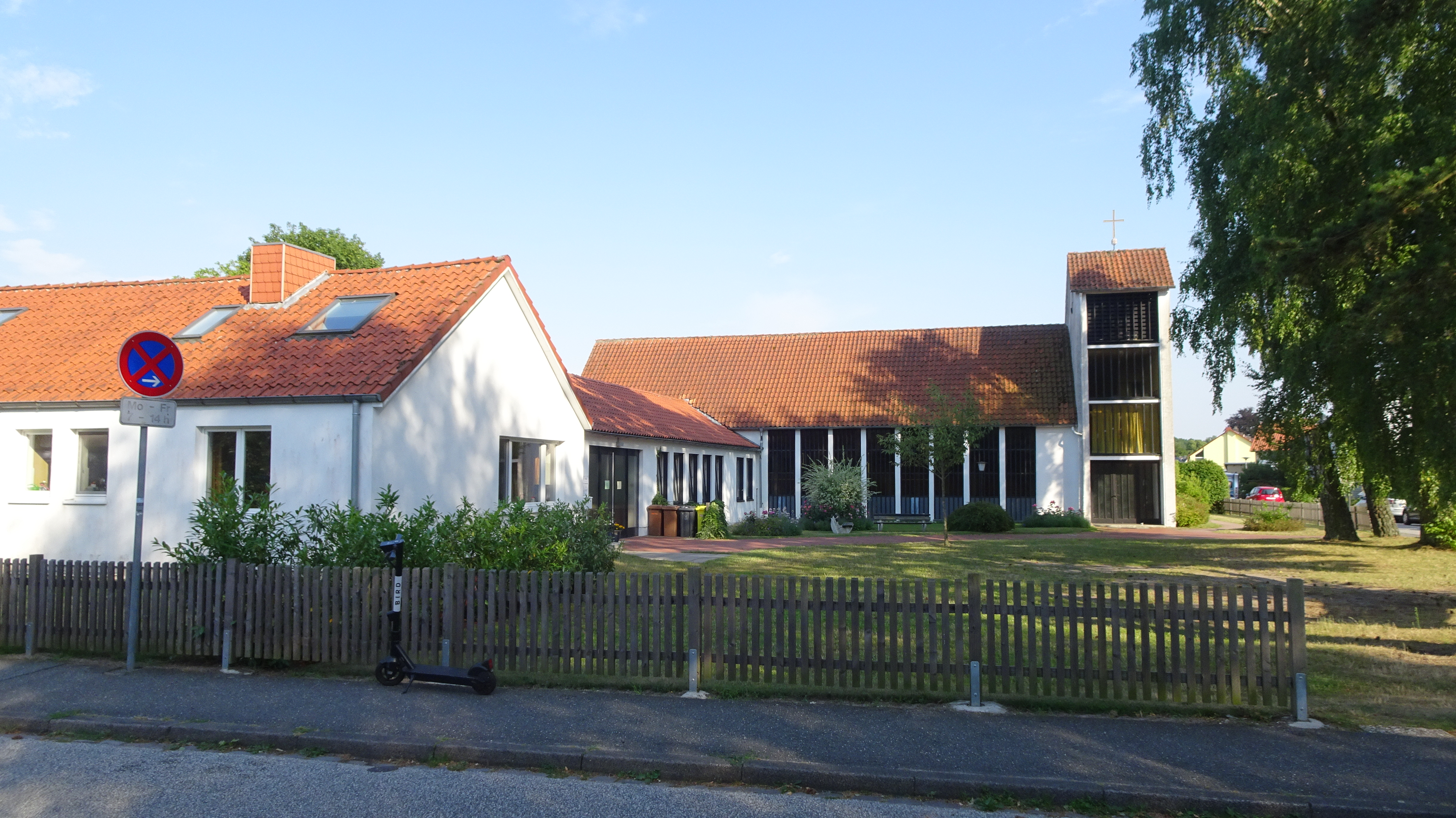
St. Stephanus

Die evangelisch-lutherische Kirche St. Stephanus ist ein Kirchengebäude im Lübecker Ortsteil Karlshof.

## Geschichte
Die St.-Stephanus-Kirchengemeinde umfasst die Lübecker Ortsteile Karlshof und Israelsdorf. Ursprünglich gehörte das Gebiet zur St.-Gertrud-Gemeinde, doch die Bewohner aus diesen Ortsteilen versammelten sich zum Gottesdienst zunächst im Schlözerschen Gutshaus in Karlshof, weil der Weg zur St.-Gertrud-Kirche sehr weit war. Von St. Gertrud abgetrennt und eigenständig wurde die St.-Stephanus-Gemeinde am 1. April 1956. Die Gemeinde wurde in die zwei Pfarrbezirke Karlshof und Israelsdorf geteilt.

## Bau
Mit dem Bau der Kirche und eines Pastorats in Karlshof an der Ecke Dornierstraße/Holzvogteiweg wurde noch im selben Jahr begonnen. Nach Plänen des Lübecker Architekten Heinz Bahr wurde das Kirchengebäude im Trautsch-Pieper-Verfahren errichtet, das nach dem Bauunternehmer Erich Trautsch und dem Bauingenieur Klaus Pieper benannt ist. Das Grundgerüst des Baukörpers wird von einer bogenförmigen Stahlbetonkonstruktion gebildet, dessen Wände aufgemauert sind. Die Bogenkonstruktion, die auch den Kirchenraum gliedert, ist im Inneren deutlich zu erkennen. Durch ein großes schlichtes Holzkreuz wird die Altarwand geschmückt, der Stamm ist von schmiedeeisernen christlichen Symbolen umgeben. Am 16. Dezember 1956 wurde die Kirche nach einem Dreivierteljahr Bauzeit von Bischof Heinrich Meyer geweiht.

## Orgel

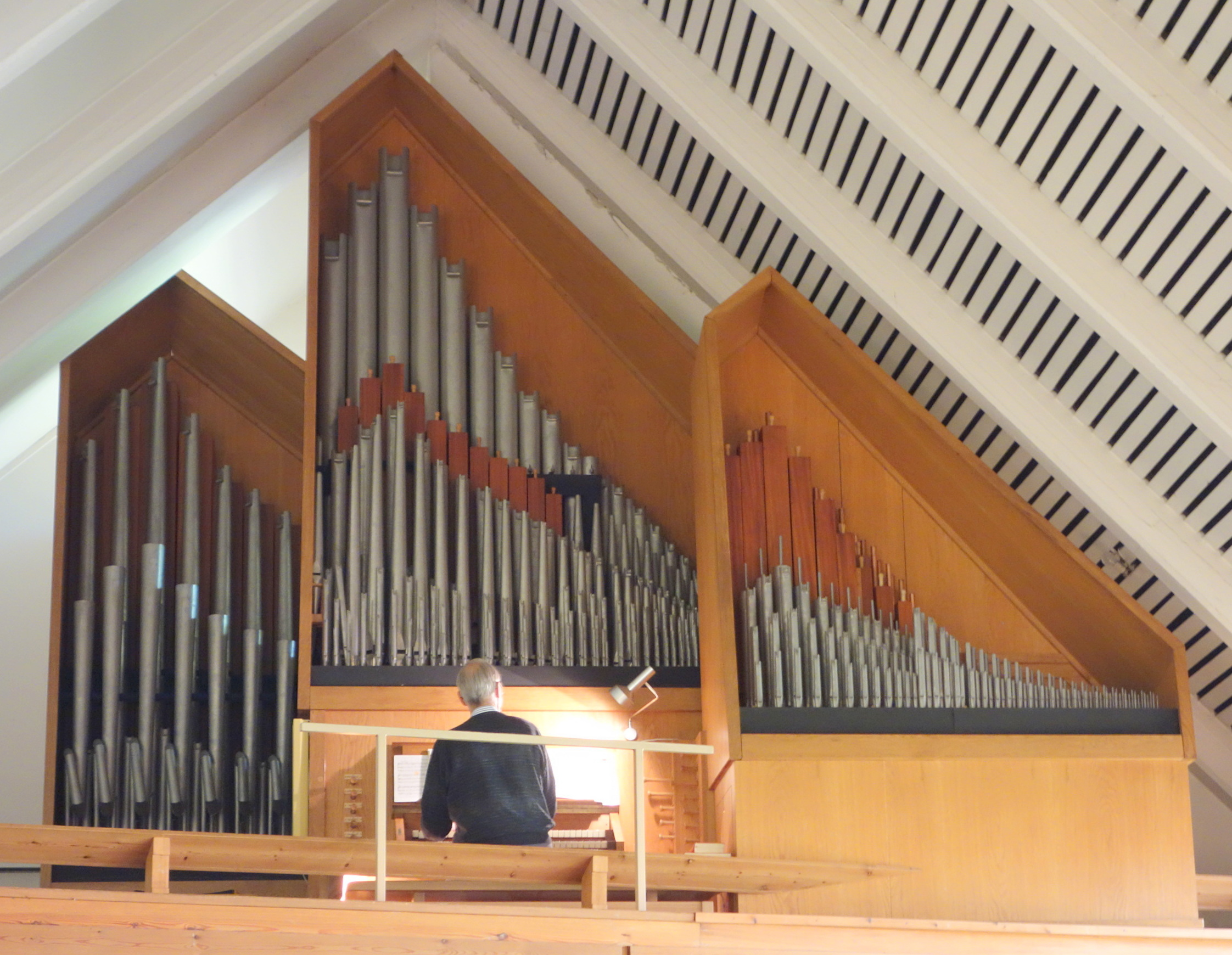
Orgel von St. Stephanus

Die Orgel in St. Stephanus von 1969 ist ein Werk der Firma Sauer mit 17 Registern auf zwei Manualen und Pedal. Jedes Werk steht in einem eigenen geräumigen Gehäuse, die Gehäuseabdeckungen sind der Decke des Kirchenraumes angepasst.
| I Hauptwerk |              |      |
| 1.          | Prinzipal    | 8′   |
| 2.          | Spillpfeife  | 8′   |
| 3.          | Oktave       | 4′   |
| 4.          | Waldflöte    | 2′   |
| 5.          | Sesquialtera | 2 f. |
| 6.          | Mixtur IV-V  |      |

| II Positiv |             |         |
| 7.         | Holzgedackt | 8′      |
| 8.         | Rohrflöte   | 4′      |
| 9.         | Prinzipal   | 2′      |
| 10.        | Quinte      | 1 1 ⁄3′ |
| 11.        | Scharff     | 3 f.    |
| 12.        | Krummhorn   | 8′      |
|            | Tremulant   |         |

| Pedal |              |      |
| 13.   | Subass       | 16′  |
| 14.   | Gemshorn     | 18′  |
| 15.   | Choralbass   | 4′   |
| 16.   | Rauschquinte | 3 f. |
| 17.   | Trompete     | 8′   |

- Koppeln: II/I, II/P, I/P

## Eigenes Zentrum in Israelsdorf
Der Pfarrbezirk II in Israelsdorf erhielt im Jahr 1963 ein eigenes kirchliches Zentrum. Am Wilhelm-Wisser-Weg wurde zunächst ein weiteres Gemeindehaus errichtet, das Pastorat und die Dietrich-Bonhoeffer-Kapelle folgten in den Jahren 1966/67. Die Kapelle wurde von dem Architekten Karl Hüsing entworfen und erbaut. 1983 wurde der Bau durch finanzielle Unterstützung von Ulrich Gabler um einen Jugendraum erweitert.

### Dietrich-Bonhoeffer-Kapelle

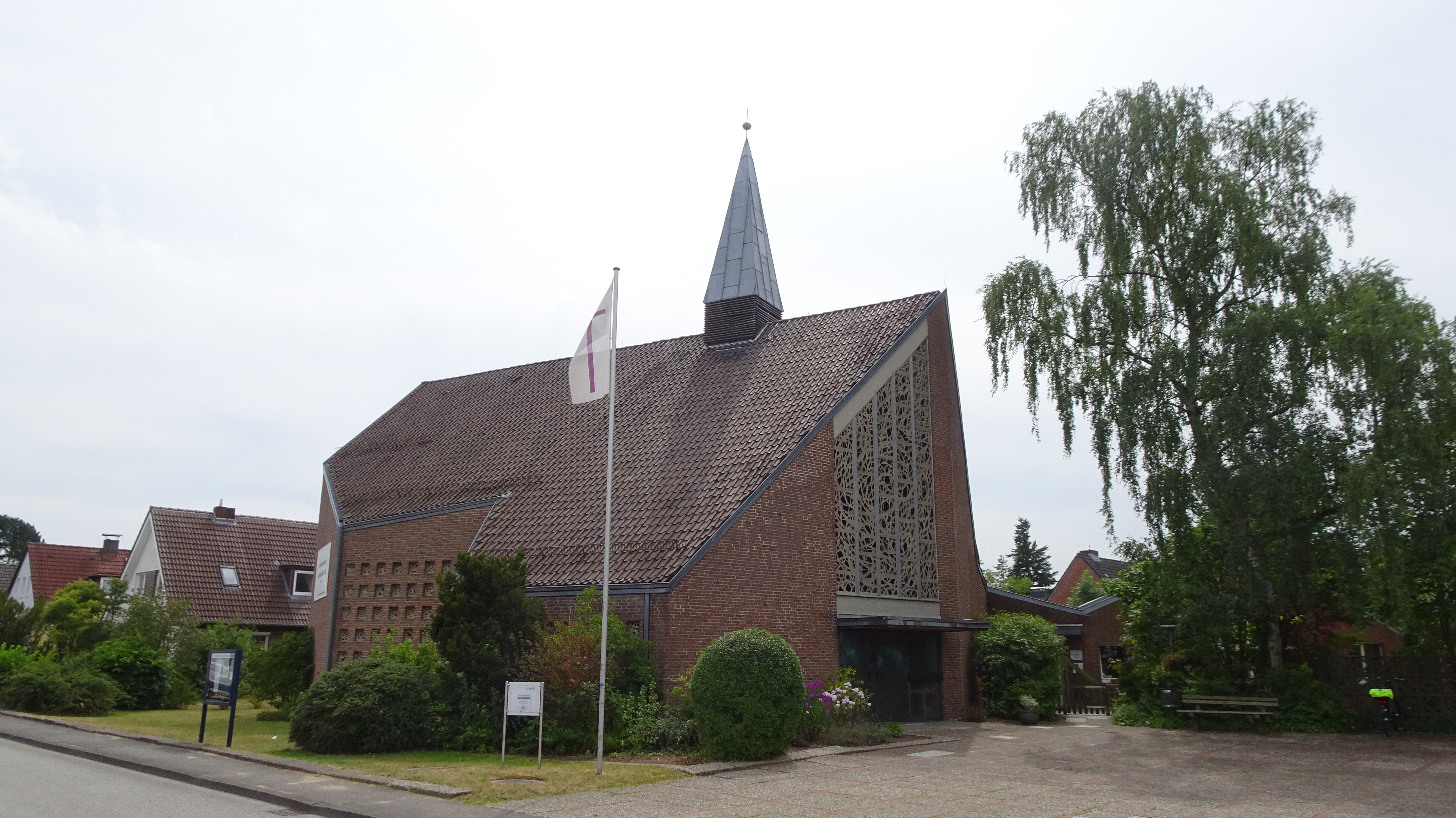
Dietrich-Bonhoeffer-Kapelle

Namhafte zeitgenössische Künstler konnten für die Gestaltung der Bonhoeffer-Kapelle gewonnen werden. Die Buntglasfenster sind ein Werk des Hamburger Glasmalers Claus Wallner. Die Geschichte des Propheten Jona ist das zentrale Thema seines Kunstwerkes, mit der sich Dietrich Bonhoeffer mehrfach befasst hatte. Das Taufbecken, die drei Altarreliefs, die drei Leuchter und die Buchauflage wurden von dem Bildhauer Fritz Fleer aus Hamburg entworfen. Die künstlerische Ausgestaltung der Kapelle wird durch die Jona-Plastik aus dem Jahr 1992 und die Figur „Christkönig“ über dem Altar aus dem Jahr 2003 von dem Lübecker Künstler Rolf Goerler komplettiert.

### Orgel der Dietrich-Bonhoeffer-Kapelle

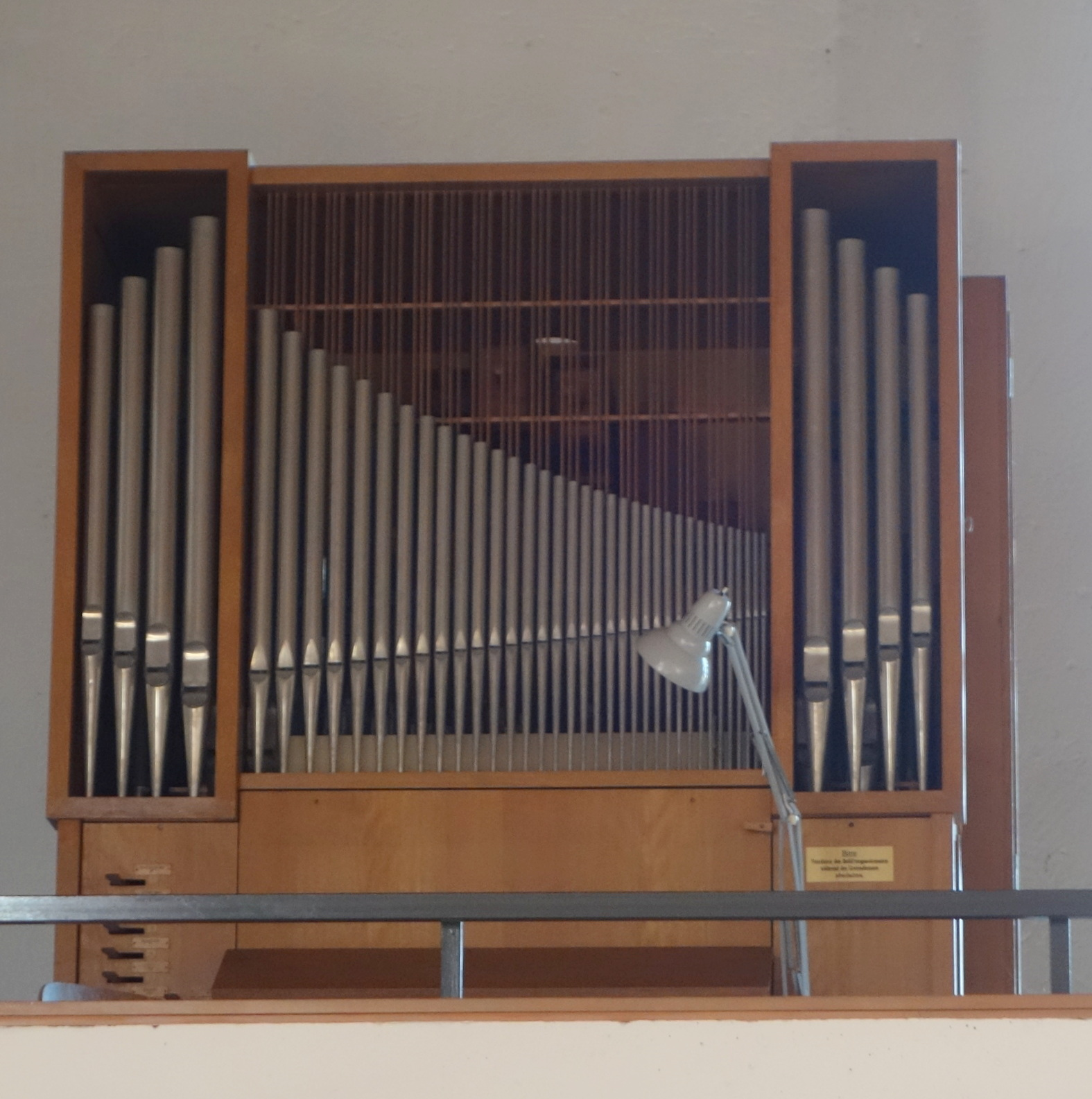
Orgel der Bonhoeffer-Kapelle

Die Orgel in der Bonhoeffer-Kapelle aus dem Jahr 1968 ist ebenfalls ein Werk der Firma Sauer mit acht Registern auf einem Manual und Pedal.
| I Werk C–g3 |               |        |
| 1.          | Gedackt       | 8′     |
| 2.          | Prinzipal     | 4′     |
| 3.          | Rohrflöte     | 4′     |
| 4.          | Waldflöte     | 2′     |
| 5.          | Terz          | 1 3⁄5′ |
| 6.          | Quinte        | 1 ⁄3′  |
| 7.          | Mixtur III–IV |        |

| Pedal C–f1 |         |     |
| 8.         | Subbass | 16′ |

- Koppeln: I/P